# Luxemburgkrise
Als Luxemburgkrise (oder 
Luxemburger Krise) bezeichnet man die Auseinandersetzungen um den beabsichtigten Kauf des Großherzogtums Luxemburg durch die französische Regierung unter Napoléon III. im Jahre 1867. Sie endete mit dem Zweiten Londoner Vertrag vom 11. Mai 1867, mit dem die Großmächte die Neutralität Luxemburgs vereinbarten. Sie verschärfte die Spannungen zwischen Frankreich und Preußen, die 1870 in den Deutsch-Französischen Krieg mündeten.

## Ausgangssituation

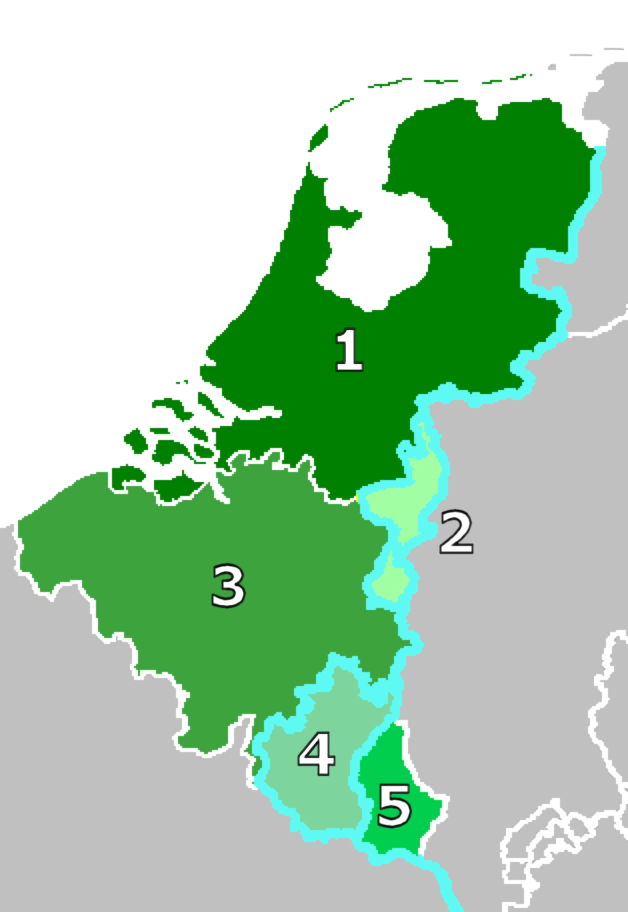
Niederlande, Belgien und Luxemburg, um 1839, als die belgische Abspaltung besiegelt wurde. (1)+(2): Niederlande. (2) Herzogtum Limburg, in Personalunion mit dem niederländischen König, Teil des Deutschen Bundes anstatt des Westteils Luxemburgs. (3)+(4) Belgien. (4) Der französischsprachige Westteil Luxemburgs, der sich Belgien angeschlossen hatte. (5) Der deutschsprachige Ostteil Luxemburgs, der weiterhin als Großherzogtum (in Personalunion mit dem niederländischen König) Teil des Deutschen Bundes blieb.

Laut Artikel 67 der Wiener Kongressakte von 1815 war das Großherzogtum Luxemburg dem König des Vereinigten Königreichs der Niederlande (nach 1839 Königreich der Niederlande) zugesprochen worden. Titel und Herrschaft über Luxemburg sollten den Verlust der niederländischen Rechte an Nassau-Dillenburg, Siegen, Hadamar und Diez kompensieren, die an Preußen gefallen waren. Wie zuvor bei diesen großteils hessischen Herrschaften sollte der niederländische König auch in Luxemburg seine Rechte en toute propriété et souveraineté ausüben können, das heißt unabhängig von seinem Anrecht auf den niederländischen Thron (den er erst seit 1814 innehatte). Zwischen den damals vereinigten Niederlanden (die heutigen Niederlande und Belgien) und Luxemburg bestand also eine Personalunion. Nach der Belgischen Revolution und der Londoner Konferenz verlor es 1830 den französischsprachigen Teil, die Provinz Luxemburg. Dies wurde erst 1839 vom Königreich der Niederlande anerkannt.
Luxemburg war Mitglied des (österreichisch dominierten) Deutschen Bundes, seit 1842 auch des (preußisch dominierten) Deutschen Zollvereins. Es hatte seit 1848 eine eigene Verfassung und eine eigene Regierung. Die Stadt Luxemburg war darüber hinaus eine deutsche Bundesfestung (Festung Luxemburg), die Besatzung wurde mehrheitlich von Preußen gestellt. Diese Garnison war einerseits bei der Bevölkerung unbeliebt, andererseits von erheblicher wirtschaftlicher Bedeutung in dem erst wenig industrialisierten Luxemburg jener Tage.
Unter Napoleon III. betrieb Frankreich eine imperiale Außenpolitik, die Gebietserweiterungen anstrebte und die sich in den 1860er Jahren verstärkte. Napoleon versuchte, durch Erwerb neuer Gebiete den Machtzuwachs Preußens nach dessen Sieg im Deutschen Krieg vom Sommer 1866 auszugleichen. Nach diesem Krieg wurde der Deutsche Bund aufgelöst und dafür der preußisch beherrschte Norddeutsche Bund gegründet. Mit der Auflösung des Deutschen Bundes fehlte dem Stationierungsrecht der preußischen Truppen in Luxemburg nun die Grundlage. Sie verblieben jedoch zunächst in der Festung.

## Der versuchte Erwerb

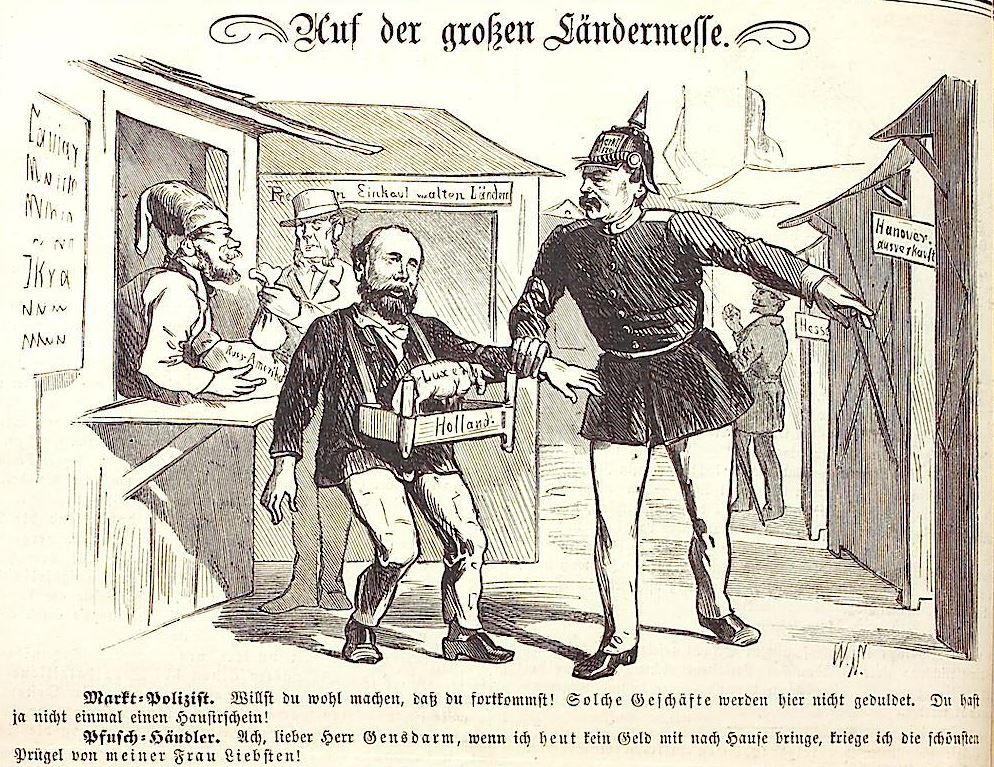
Der Versuch des Verkaufes von Luxemburg durch den niederländischen König Wilhelm III. wird von Preußen verhindert

Unabhängig vom Kriegsgeschehen in Deutschland hatte Napoleon III. seit längerem versucht, sich Gebiete seiner Nachbarstaaten einzuverleiben. Unter anderem interessierte er sich für Belgien und Luxemburg. Noch während des österreichisch-preußischen Krieges verhandelten Frankreich und Preußen geheim. Der preußische Ministerpräsident Otto von Bismarck war durchaus verhandlungsbereit, da er nicht wissen konnte, wie Österreich und dessen süddeutsche Verbündete sich verhalten würden, wenn es zum Krieg zwischen Frankreich und Preußen käme.
Bismarck machte zwar deutlich, dass eine Abtretung deutscher Gebiete an Frankreich ausgeschlossen wäre, erkannte die Lösung des Konfliktes durch französische Gebietserweiterungen aber prinzipiell an: Wenn Frankreich sich aus dem Prozess der deutschen Einigung heraushalten würde, würde Preußen keine Einwände gegen einen Gebietszuwachs Frankreichs auf Kosten Belgiens und Luxemburgs („innerhalb der französischen Nation“) erheben. Frankreich strebte sogar eine Militärallianz an, um die Ziele der beiden Staaten auch gegen Dritte, etwa Großbritannien, durchzusetzen. Notizen des französischen Außenministers diesbezüglich hat Bismarck später, nach Ausbruch des Deutsch-Französischen Krieges 1870, auch veröffentlicht. Zugleich handelte Bismarck mit den süddeutschen Staaten Schutz- und Trutzbündnisse zur gegenseitigen Unterstützung im Fall eines französischen Angriffs aus.
Von allen ins Auge gefassten Gebietserweiterungen schien der Erwerb Luxemburgs für Napoleon III. am leichtesten zu bewerkstelligen. Eine Erwägung war, dass Preußen Ostfriesland an die Niederlande abtreten sollte und Frankreich dafür Luxemburg bekäme. Realistischer erschien es dann, dem niederländischen König Wilhelm III. für Luxemburg fünf Millionen Florins anzubieten.
Wilhelm III. hatte zuvor versucht, Luxemburg als Bundesstaat in den Norddeutschen Bund aufnehmen zu lassen, um sich gegen die französischen Eroberungsabsichten zu schützen. Entsprechend seinen Geheimverhandlungen lehnte Bismarck dies aber ab. Da sich Wilhelm III. nun in Geldschwierigkeiten befand, willigte er am 23. März 1867 in den Kaufvertrag ein.

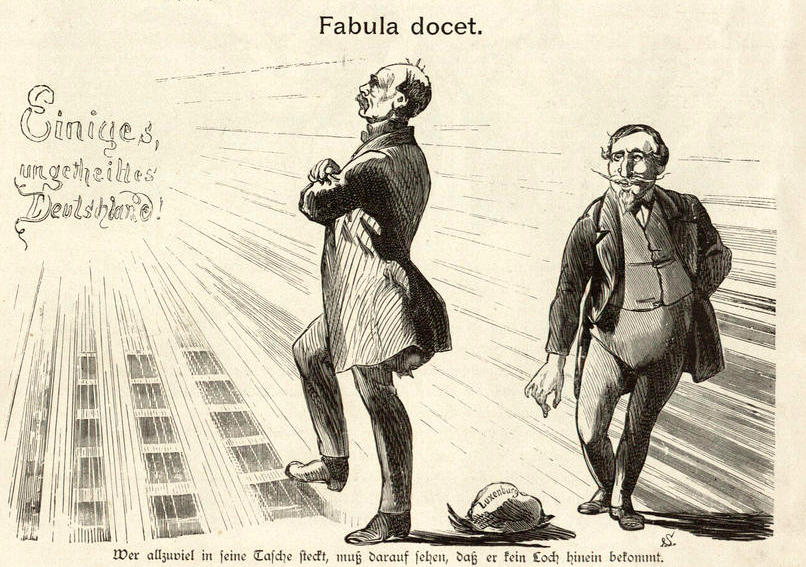
Bei der Luxemburgkrise ist Bismarck nicht kleinlich, vermeidet den Krieg und hat Größeres im Auge, Kladderadatsch 1867

Inzwischen wurden die bis dahin geheim gehaltenen preußisch-süddeutschen Bündnisse von 1866 bekannt, und Wilhelm III., der befürchtete, in einen französisch-deutschen Konflikt hineingezogen zu werden, machte seine Einhaltung des Kaufvertrages nun von der öffentlichen Zustimmung Bismarcks abhängig. Dadurch wurde der Kaufversuch allgemein bekannt. Die deutsche Öffentlichkeit sprach sich vehement gegen eine Zustimmung aus: Luxemburg, als Heimatland der Dynastie der Luxemburger, die fünf römisch-deutsche Könige und drei Kaiser gestellt hatten, wurde als deutsches Land angesehen. Bismarck konnte seine geheimen Zusagen an Napoleon III. nicht mehr einhalten, weshalb er Wilhelm III. empfahl, den Kauf rückgängig zu machen. Die französische Öffentlichkeit reagierte ähnlich chauvinistisch, ein Krieg schien sehr wahrscheinlich. So mobilisierte Frankreich seine Truppen, und Bismarck drohte mit einer norddeutschen Generalmobilmachung.
In Luxemburg selbst waren inzwischen französische Agenten aktiv geworden und hatten Zwischenfälle mit den preußischen Truppen provoziert. Damals gab es in Luxemburg unterschiedliche Bewegungen: Obwohl sie sich als „deutsch“ einstuften, hatten viele Luxemburger große Sympathien für Frankreich, viele ihrer armen Landsleute hatten dort Arbeit gefunden. Andererseits gab es eine starke Bewegung, die sich mit einer Petition an den König-Großherzog für den bestehenden Zustand aussprach. Damals wurde der Wahlspruch beliebt „Mir wëlle bleiwen waat mir sinn“ („Wir wollen bleiben, was wir sind“). Insgeheim war diese Bewegung von Prinz Heinrich angeregt worden, dem beim Volk sehr beliebten Statthalter in Luxemburg und Bruder des König-Großherzogs. Die internationale Diplomatie wurde aktiv und richtete eine internationale Konferenz zur Luxemburgkrise in London aus. Sie begann am 7. Mai. Beide Seiten zeigten sich kompromissbereit, und so schloss die Konferenz mit dem so genannten Zweiten Londoner Vertrag vom 11. Mai 1867 ab.

## Die Beschlüsse des Zweiten Londoner Vertrages
- Frankreich erwirbt Luxemburg nicht, der Souverän bleibt der niederländische König.
- Dafür zieht Preußen seine Garnison aus der Festung ab und diese wird, so weit wie vom König-Großherzog für nötig erachtet, zerstört.
- Luxemburg soll bei künftigen Konflikten neutral bleiben.
- Die Garantiemächte des ersten Londoner Vertrages, Frankreich, Großbritannien, Preußen, Österreich und Russland, sollen auch dieses Mal über die Einhaltung dieses Vertrages wachen.

## Bedeutung und Folgen der Luxemburgkrise
Die Spannungen zwischen Preußen und Frankreich wurden nicht ausgeglichen, sondern verschärften sich, weil Napoleon III. sich von Bismarck betrogen fühlte. Die Luxemburgkrise wurde bereits von Zeitgenossen, in Würdigung des späteren tatsächlichen Verlaufs, als ein Schritt zum Deutsch-Französischen Krieg betrachtet, von Militärs oft als „verpasste Chance“.
Für Luxemburg selbst kann die Bedeutung dieses Konfliktes gar nicht groß genug eingeschätzt werden. Die Schleifung der Festung, von den Luxemburgern weit stärker betrieben als vom Londoner Vertrag verlangt, ermöglichte der Stadt Wachstum und förderte die Industrialisierung erheblich. Am wichtigsten war die internationale Stabilisierung Luxemburgs als eigenständiger Staat. Die Luxemburgkrise steht am Anfang dieses Emanzipationsprozesses der Luxemburger. Von besonderer Bedeutung für die gesamte wirtschaftliche Entwicklung Luxemburgs und die im Aufbau befindliche Stahlindustrie des Landes muss ein Nebenereignis des Kongresses angesehen werden: Dem Luxemburger Regierungschef Baron Victor de Tornaco war es gelungen, das Land trotz Neutralität im Deutschen Zollverein zu belassen.
Nach A. J. P. Taylor bot die Krise die letzte Chance auf einen friedlichen Ausgleich zwischen Frankreich und dem deutschen Nationalismus. Noch während der Beratungen in London hatte Bismarck angedeutet, einen französischen Einmarsch nach Belgien decken zu können, der in einen scharfen britisch-französischen Konflikt gemündet hätte. Der Londoner Vertrag stellte demnach den Wendepunkt im deutsch-französischen Verhältnis dar: Die Möglichkeit einer Kooperation, die bis dahin noch gegeben schien, wich der Wahrscheinlichkeit der Konfrontation. Die Gegnerschaft zwischen Preußen/Deutschland und Frankreich war ein neues Element im europäischen System. Ihren ersten Höhepunkt sollte sie wenige Jahre später im Krieg von 1870/71 finden.